# Isabel Pérez González
Isabel Pérez (n. Orense, 1964) es una política, y filóloga gallega, vinculada al Bloque Nacionalista Galego.

## Trayectoria
Posee una licenciatura en Filología clásica.  Ha ejercido como docente de enseñanza media en el IES Chamoso Lamas, de Carballiño. Es concejera de Cultura del Concejo de Orense; y es la cabeza de lista por esa ciudad para las elecciones municipales de 2011 en Galicia.